# St Clears Castle
St Clears Castle ist eine Burgstelle in Carmarthenshire in Wales. Die als Scheduled Monument geschützte Ruine liegt am Rande der Stadt St Clears.  

## Geschichte
Die Burg wurde vermutlich im späten 11. Jahrhundert während der normannischen Eroberung von Wales gegründet, da um 1100 ein Priorat in St Clears gegründet wurde. Vermutlich ist die Burg mit einer Ystrad Cyngen genannten Burg identisch, die 1153 von Rhys ap Gruffydd, dem walisischen Fürsten von Deheubarth erobert wurde. 1189 wurde die Burg erneut von Rhys ap Gruffydd erobert, der sie seinem Sohn Hywel Sais übergab. Schon 1195 wurde die Burg von dem anglonormannischen Baron William de Braose zurückerobert. Während seines Feldzugs in Südwales eroberte 1215 Llywelyn ap Iorwerth, der Fürst von Gwynedd die Burg. Während des Englisch-Walisischen Kriegs eroberte sie William Marshal 1223 für die Engländer zurück. Danach blieb sie bis ins 14. Jahrhundert in englischer Hand, bis sie langsam verfiel. 1405 wurde sie ebenso wie Carmarthen Castle von dem walisischen Rebellen Owain Glyndŵr belagert und erobert, doch bereits im folgenden Jahr erlitten die Rebellen bei St Clears eine Niederlage gegen die Engländer, die sie wieder zur Aufgabe der Burg zwang. Danach wurde die Burg aufgegeben und verfiel völlig.

## Anlage
Die Burg wurde als Motte und Bailey am Zusammenfluss vom Taf und Cynin River errichtet, die vermutlich bis hierhin im Mittelalter mit Booten befahrbar waren. Die Motte liegt im Norden der ehemaligen Burg, die große rechteckige Vorburg liegt südlich davon. 
Von der Burg ist nur der mächtige künstliche Burghügel im Norden der Anlage, der Graben und das Gelände der südlich der Motte liegenden quadratischen Vorburg erhalten. Der mächtige ovale Burghügel misst 38 mal 48 m und ist 12 m hoch, die Fläche auf dem Gipfel misst 10 mal 15 m. Vermutlich wurden die ursprünglichen hölzernen Befestigungen auf der Motte im Mittelalter durch Steinbauten ersetzt, von denen jedoch keine Überreste mehr erhalten sind. Der Burghügel und die Vorburg waren von einer 70 m mal 45 m umfassenden Befestigung aus Graben, Wall und Palisaden umschlossen. Der Zugang zur Vorburg erfolgte durch ein steinernes Torhaus. Innerhalb der Vorburg befanden sich neben den Wirtschaftsgebäuden der Burg vermutlich auch eine anglonormannische Siedlung. 
Die frei zugängliche Burgstelle liegt etwa 200 m südlich der Pfarrkirche mitten in St Clears und ist heute von Wohnhäusern umgeben.  